# François Luczot
François Luczot, ingénieur en chef des Ponts et Chaussées, est né le 21 septembre 1770 à Bain-de-Bretagne et mort à Belleville le 18 novembre 1844,.

## Biographie
Admis en 1792 à l’école des Ponts et Chaussées à Paris, il est nommé l'année suivante à Besançon où il se lia à Charles Nodier. Ensemble Nodier et Luczot signent en 1797, une Dissertation sur l'usage des antennes dans les insectes, et sur l'organe de l'ouïe dans les mêmes animaux confiée à l'imprimeur Briot. Quelques années après, c’est à François Luczot qu’est confiée la mission de diriger les travaux du canal d'Ille-et-Rance. Il rejoint sa nouvelle affectation en Ille-et-Vilaine, sous les ordres de l’ingénieur en chef Anfray fils, au mois d'avril 1804. Il termine sa carrière comme Ingénieur en chef des Ponts et Chaussées pour le Morbihan, en résidence à Vannes : il est l'auteur des plans et devis du premier pont de La Roche-Bernard, inauguré en 1839.
Il fait partie des membres fondateurs de la Société polymathique du Morbihan en 1826.